# Haszonállat

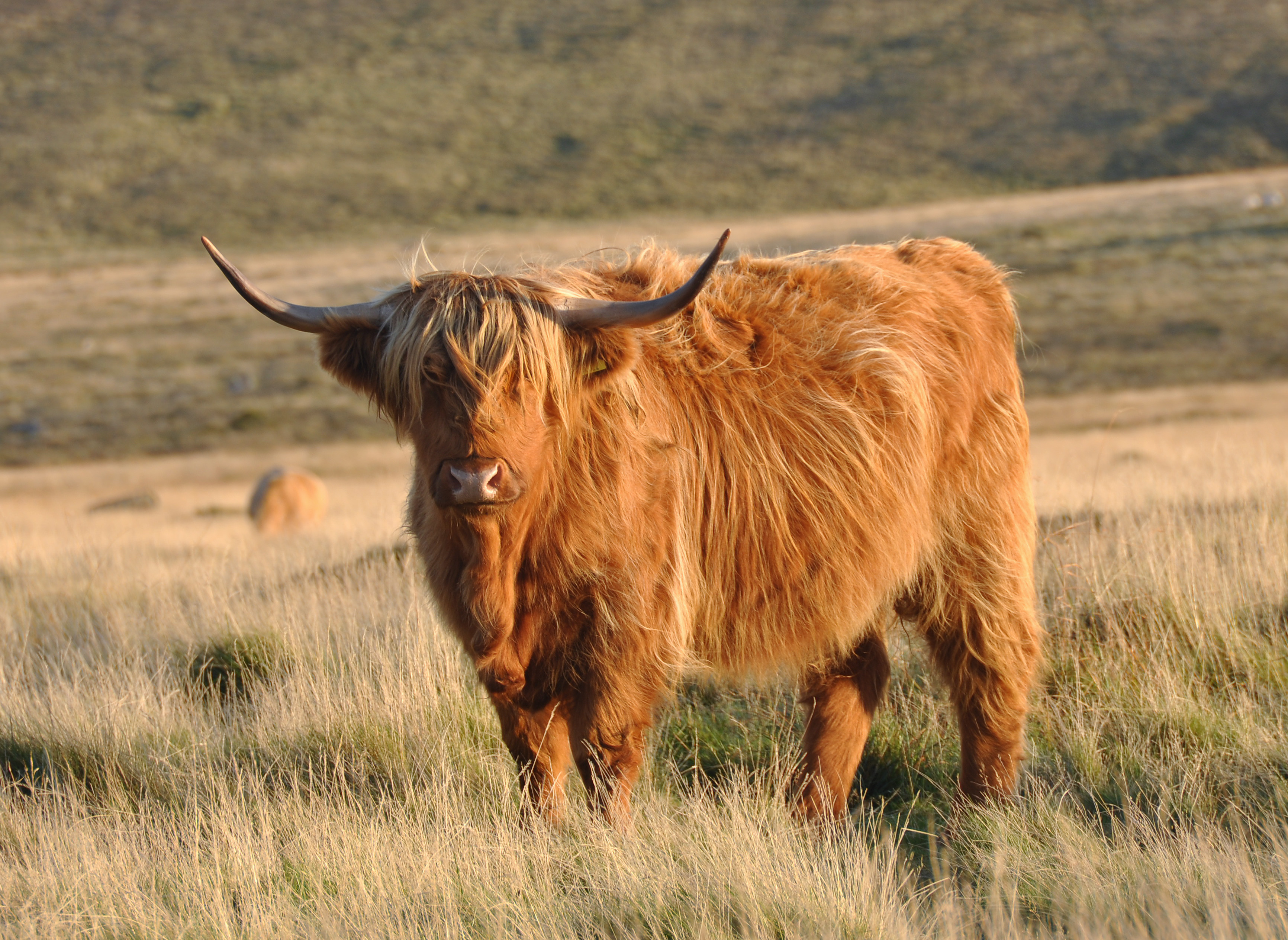
egy haszonállat (szarvasmarha)

A haszonállatok a háziállatok egy csoportja, melyek megélhetést biztosítanak az ember számára, vagyis húst, tejet, tojást adnak, vagy segítenek egyes feladatok elvégzésében (pl. terelőkutya, igásállatok). Közéjük tartozik a ló, a szarvasmarha, a baromfi, a sertés stb. A haszonállatvédelem célja az, hogy minden háztáji állatnak megfelelő életkörülményeket biztosítson függetlenül a tartás módjától (háztáji, illetve intenzív gazdálkodás).
A megfelelő életkörülmények között élő állatok egészségesek, természetes viselkedésformáikat gyakorolhatják, az őket érő stresszhatások minimálisak, megfelelő területű élőhely biztosított számukra. Magyarországon több szervezet is foglalkozik haszonállat-védelemmel.

## A haszonállatok felsorolása rendszertani csoportonként

### Lúdalakúak
| Eredeti faj                       | háziasított fajtája                                 | haszna      | néhány fajta              |
| --------------------------------- | --------------------------------------------------- | ----------- | ------------------------- |
| nyári lúd (Anser anser)           | házi lúd (Anser anser domestica)                    | toll, hús   | - magyar lúd - rajnai lúd |
| kínai hattyúlúd (Anser cygnoides) | házi kínai hattyúlúd (Anser cygnoides domesticanus) | csekély hús |                           |
| tőkés réce (Anas platyrhynchos)   | házi kacsa (Anas platyrhynchos domesticanus)        | hús, toll   |                           |
| pézsmaréce (Cairina moschata)     | házi pézsmaréce (Cairina moschata domestica)        | hús         |                           |

### Tyúkalakúak
| Eredeti faj                     | háziasított fajtája                            | haszna                | néhány fajta                                                     |
| ------------------------------- | ---------------------------------------------- | --------------------- | ---------------------------------------------------------------- |
| bankivatyúk (Gallus gallus)     | házi tyúk (Gallus gallus domesticus)           | hús, tojás            | - magyar parlagi tyúk - New Hampshire-tyúk - fehér Plymouth-tyúk |
| páva (Pavo cristatus)           | házi páva                                      | hús, dísztollak miatt |                                                                  |
| gyöngytyúk (Numida meleagris)   | házi gyöngytyúk                                | tojás, hús            | pecsenye-gyöngytyúk                                              |
| japán fürj (Coturnix japonica)  | házi japán fürj                                | tojás                 |                                                                  |
| vadpulyka (Meleagris gallopavo) | házi pulyka (Meleagris gallopavo domesticanus) | tojás, hús            | rézpulyka, mammouth bronzpulyka, beltswille-i fehér pulyka       |

### Galambalakúak
| Eredeti faj                   | háziasított fajtája                   | haszna                  | néhány fajta | visszavadult fajtája                       |
| ----------------------------- | ------------------------------------- | ----------------------- | --- | ------------------------------------------ |
| szirti galamb (Columba livia) | házi galamb (Columba livia domestica) | hús, levelek szállítása | - postagalamb - strasszergalamb - texán-galamb - német sirálykagalamb - magyar pávagalamb - magyar fodros galamb | parlagi galamb (Columba livia f domestica) |

### Nyúlalakúak
| Eredeti faj                        | háziasított fajtája                              | haszna      | néhány fajta                                  |
| ---------------------------------- | ------------------------------------------------ | ----------- | --------------------------------------------- |
| üregi nyúl (Oryctolagus cuniculus) | házi nyúl (Oryctolagus cuniculus var. domestica) | hús, szőrme | - parlagi nyúl - belga óriásnyúl - angóranyúl |

### Rágcsálók
| Eredeti faj                                   | háziasított fajtája                                     | haszna | néhány fajta                                            |
| --------------------------------------------- | ------------------------------------------------------- | ------ | ------------------------------------------------------- |
| tengerimalac (Cavia porcellus)                | házi tengerimalac (Cavia porcellus domestica)           | hús    | - egyszínű - aguti - rex - abesszin - sheltie - koronás |
| csincsilla (Chinchilla lanigera)              | csincsilla (Chinchilla lanigera domestica)              | szőrme |                                                         |
| rövidfarkú csincsilla (Chinchilla chinchilla) | rövidfarkú csincsilla (Chinchilla chinchilla domestica) | szőrme |                                                         |
| nutria (Myocastor coypus)                     | nutria (Myocastor coypus domestica)                     | szőrme |                                                         |

### Ragadozók
| Eredeti faj                                      | háziasított fajtája                   | haszna                                          | néhány fajta                                                    | elvadult fajta |
| ------------------------------------------------ | ------------------------------------- | ----------------------------------------------- | --------------------------------------------------------------- | --- |
| vadmacska (Felis silvestris)                     | macska (Felis silvestris catus)       | kártevők távol tartása                          | sziámi, perzsa                                                  | - kóbor macska (Felis silvestris f catus)                                                                              |
| farkas (Canis lupus)                             | kutya (Canis lupus familiaris)        | szánhúzás, embermentés, házőrzés, terelés, prém | szibériai husky, tamaskán, puli, német juhász, drótszőrű tacskó | - kóbor kutya (Canis lupus f familiaris) - dingó (Canis lupus dingo) - Új-guineai éneklő kutya (Canis lupus dingo var) |
| közönséges v. európai görény (Mustella putorius) | vadászgörény (Mustella putorius furo) | vadászatban segít                               |                                                                 | - Új-Zélandon elvadult az európai fajjal hibridizálódott változata (Mustella putorius furo × Mustella putorius)        |

### Páratlanujjú patások
| Eredeti faj                                                           | háziasított fajtája                  | haszna                                   | néhány fajta                                                                                  | elvadult fajta          |
| --------------------------------------------------------------------- | ------------------------------------ | ---------------------------------------- | --------------------------------------------------------------------------------------------- | ----------------------- |
| vadló (Equus ferus)                                                   | ló (Equus ferus caballus)            | hús, bőr, igahúzó, szállítás, ritkán tej | - tarpán hucul - angol telivér - lipicai ló - nóniusz ló                                      | Camargue-i ló, musztáng |
| afrikai vadszamár (Equus africanus)                                   | házi szamár (Equus africanus asinus) | hús, bőr, szállítás                      | - mediterrán törpeszamár - Magyar parlagi szamár - francia óriásszamár - provance-i szamár    |                         |
| házi szamár (Equus africanus asinus) × házi ló (Equus ferus caballus) | öszvér                               | hús, bőr, szállítás                      | - lóöszvér (a kanca a ló, a szamár a csődör) - szamáröszvér (a kanca a szamár, a ló a csődör) |                         |

### Párosujjú patások
| Eredeti faj                                                        | háziasított fajtája                              | haszna                                                    | néhány fajta                                                                                        | elvadult fajta               |
| ------------------------------------------------------------------ | ------------------------------------------------ | --------------------------------------------------------- | --------------------------------------------------------------------------------------------------- | ---------------------------- |
| vaddisznó (Sus scrofa)                                             | házi sertés (Sus scrofa domestica)               | hús, trágyája (termőföld javítására)                      | - mangalica - szalontai vörös disznó - csüngő hasú sertés                                           |                              |
| kétpúpú teve (Camelus bactrianus)                                  | házi kétpúpú teve (Camelus bactrianus domestica) | szállítás, hús, tej, szőrme                               | | A Góbi sivatagban            |
| egypúpú teve (Camelus dromedarius)                                 | házi dromedár (Camelus dromedarius domestica)    | szállítás, hús, tej, szőrme                               | | Ausztráliába betelepítették. |
| láma (Lama glama)                                                  | házi láma (Lama glama domestica)                 | szállítás, hús, tej, gyapjú                               | |                              |
| alpaka (Vicugna pacos)                                             | alpaka (Vicugna pacos)                           | gyapjú                                                    | - Huacaya - Suri                                                                                    |                              |
| rénszarvas (Rangifer tarandus)                                     | házi rénszarvas (Rangifer tarandus domestica)    | agancs, hús, bőr, tej; szállítás                          | |                              |
| bezoárkecske (Capra aegagrus)                                      | házi kecske (Capra aegagrus hircus)              | tej, bőr, hús                                             | - Harzi kecske - Toggenburgi kecske - Saanen-völgyi kecske - Appenzeller-kecske                     |                              |
| muflon (Ovis aries)                                                | házi juh (Ovis aries aries)                      | gyapjú, hús                                               | - karakül juh - jacob juh - wallisi feketeorrú - rackajuh - merinó juh                              |                              |
| vadbivaly (Bubalus bubalis)                                        | házi bivaly (Bos bubalus domesticus)             | tej, hús, igásállat                                       | |                              |
| jak (Bos grunniens)                                                | házi jak (Bos grunniens domestica)               | tej, szőr, igásállat                                      | |                              |
| őstulok (Bos primigenius primigenius és Bos primigenius namadicus) | szarvasmarha (Bos primigenius vagy Bos taurus)   | tej, bőr, hús, igásállat                                  | - Magyar tarka szarvasmarha, Holstein-fríz - Magyar szürke szarvasmarha - Texasi hosszúszarvú marha |                              |
| zebu (Bos primigenius indicus)                                     | zebu (Bos primigenius indicus)                   | trágyázás, igásállatként való felhasználás, bőr, tej, hús | - gyr marha - guzerat marha - kankrej marha - indobrazíliai marha - Brahma marha                    |                              |